# Espace normal

Un espace topologique séparé X est dit normal lorsque, pour tous fermés disjoints E et F de X, il existe des ouverts disjoints U et V tels que U contienne E et V, F.

En mathématiques, un espace normal est un espace topologique vérifiant un axiome de séparation plus fort que la condition usuelle d'être un espace séparé. Cette définition est à la base de résultats comme le lemme d'Urysohn ou le théorème de prolongement de Tietze. Tout espace métrisable est normal.

## Définition
Soit X un espace topologique. On dit que X est normal s'il est séparé et s'il vérifie de plus l'axiome de séparation T4 :

## Exemples
- Tout espace topologique métrisable est normal[3].
En effet, il est parfaitement normal, ce qui entraîne qu'il est normal et même complètement normal.
Par exemple : ℝn muni de sa topologie usuelle est normal.
- Tout ensemble totalement ordonné, muni de la topologie de l'ordre, est (complètement) normal car (héréditairement) collectivement normal et même monotonement normal.
- Tout espace compact est normal[4]. Plus généralement, tout espace paracompact est collectivement normal.
- Un exemple d'espace compact non complètement normal est la planche de Tychonoff. En effet, la planche de Tychonoff épointée n'est pas normale (bien que localement compacte).

## Propriétés

### Propriétés élémentaires
- Si deux espaces topologiques sont homéomorphes et si l'un d'eux est normal, l'autre l'est aussi.En effet la propriété d'être normal est, comme tous les axiomes de séparation, formulée de façon à être invariante par homéomorphisme.
- Tout fermé d'un espace normal est normal (pour la topologie induite).Cette seconde assertion est, elle aussi, « immédiate, à partir de la remarque qu'une partie fermée d'un sous-espace fermé est aussi fermée dans l'espace entier[5] ».

### Conditions nécessaires et suffisantes
Il existe de nombreuses caractérisations de la propriété T4 (donc de la normalité, quand on impose de plus à l'espace d'être séparé). Ces caractérisations sont à l'origine des propriétés donnant de la valeur à la définition. Citons-en trois, dont la première n'est qu'une reformulation élémentaire mais les deux autres sont bien plus techniques :
- Un espace topologique X est T4 si, et seulement si, pour tout fermé F de X et tout ouvert O contenant F, il existe un ouvert U contenant F tel que l'adhérence de U soit incluse dans O[6] :

- Lemme d'Urysohn : Un espace topologique X est T4 si, et seulement si, pour tous fermés disjoints F et G de X, il existe une fonction continue qui vaut 0 sur F et 1 sur G.
- Théorème de prolongement de Tietze : Pour un espace topologique X, les trois propositions suivantes sont équivalentes :
  - X est T4 ;
  - pour tout fermé F de X et toute application continue f de F dans ℝ, il existe une application continue de X dans ℝ qui prolonge f ;
  - pour tout fermé F de X et toute application continue f de F dans un segment réel [–M, M], il existe une application continue de X dans [–M, M] qui prolonge f.
- Un espace X est T4 (si et) seulement si tout recouvrement ouvert localement fini de X possède une partition de l'unité subordonnée.

### Condition suffisante de non-normalité
Lemme de Jones (de), — Pour qu'un espace séparable ne soit pas normal, il suffit qu'il contienne un sous-espace fermé discret ayant la puissance du continu.
Par cet argument, le plan de Sorgenfrey et le plan de Moore ne sont pas normaux.
La non-normalité du plan de Sorgenfrey prouve que le produit de deux espaces normaux n'est pas toujours normal (voir aussi : Droite de Michael).

## Histoire
Cette notion provient du mathématicien Heinrich Tietze et date de 1923. Nicolas Bourbaki précise à son sujet : « Les travaux récents ont mis en évidence que, dans ce genre de question (topologie algébrique), la notion d'espace normal est peu maniable, parce qu'elle offre trop de possibilités de « pathologie » ; on doit le plus souvent lui substituer la notion plus restrictive d'espace paracompact, introduite en 1944 par J. Dieudonné. »

### Ouvrage
(en) Michael Henle, A Combinatorial Introduction to Topology, Dover Publications, 1994, 310 p. (ISBN 978-0-486-67966-2, lire en ligne)